# 4. pařížský obvod
4. pařížský obvod (francouzsky: 4e arrondissement de Paris) též nazývaný obvod Radnice (Arrondissement de l'Hôtel-de-Ville) je městský obvod v Paříži. Většina obvodu leží na části území historické čtvrtě Marais. Jeho název je odvozen budovy pařížské radnice, která se zde nachází. Od března 2020 spadá obvod spolu s 1., 2. a 3. obvodem pod správní celek Paris Centre.

## Poloha
4. obvod leží na pravém břehu Seiny, ovšem zahrnuje i většinu ostrova Cité a celý ostrov Sv. Ludvíka. Na jihu hraničí s 5. obvodem (jejich hranici tvoří řeka), na západě jej odděluje od 1. obvodu Boulevard de Sébastopol a Boulevard du Palais na ostrově Cité, na severu tvoří hranici se 3. obvodem ulice Rue Rambuteau a Rue des Francs-Bourgeois a na východě se dotýká 11. obvodu přes Boulevard Beaumarchais a dále sousedí s 12. obvodem (Place de la Bastille a Boulevard Bourdon).

## Demografie
V roce 2006 měl obvod 29 138 obyvatel a hustota zalidnění činila 18 211 obyvatel na km². Zdejší obyvatelstvo tvoří 2% pařížské populace.

## Politika a správa
Bývalá radnice 4. obvodu se nachází na náměstí Place Baudoyer č. 2. Dnes její funkci naplňuje radnice 3. obvodu v Rue Eugène-Spuller. Současným starostou Paris Centre je od roku 2020 Ariel Weil za Socialistickou stranu, který byl předtím starostou 4. obvodu.

## Městské čtvrti
Tento obvod se dělí na následující administrativní celky:
- Quartier Saint-Merri
- Quartier Saint-Gervais
- Quartier de l'Arsenal
- Quartier Notre-Dame

Podle oficiálního číslování pařížských městských čtvrtí mají tyto čtvrtě čísla 13–16.

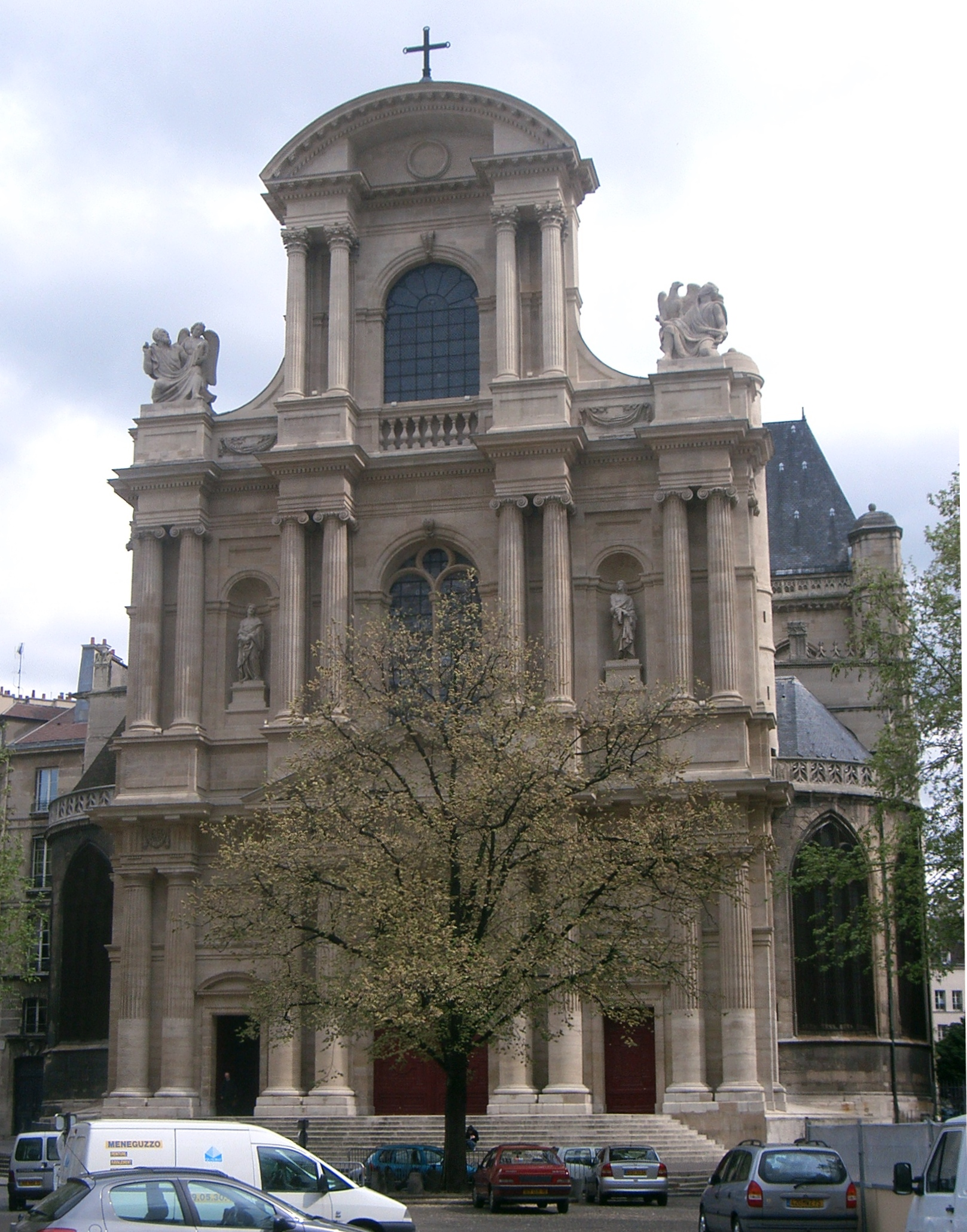
Klasicistní fasáda kostela Saint-Gervais-Saint-Protais

## Pamětihodnosti
Církevní stavby:
- Katedrála Notre-Dame
- Kostel svatého Gervásia a Protásia
- Kostel Saint-Louis-en-l'Île – jediný kostel na ostrově Sv. Ludvíka
- Kostel svatého Pavla a Ludvíka
- Kostel svatého Mederika
- Klášter a kostel des Billettes – jediný dochovaný středověký klášter v Paříži, pochází z 1. poloviny 15. století. Kostel dnes využívá luteránská církev.
- Synagoga Charlese Lichého (dříve Synagoga Place des Vosges) – postavena v roce 1963, v roce 2006 přejmenována na počest svého zakladatele
- Temple du Marais – vybudován v letech 1632–1634 jako kostel Navštívení Panny Marie. Kostel byl roku 1793 uzavřen a přeměněn na skladiště knih a roku 1802 přidělen protestantské církvi.
- Věž Saint-Jacques

Ostatní památky:

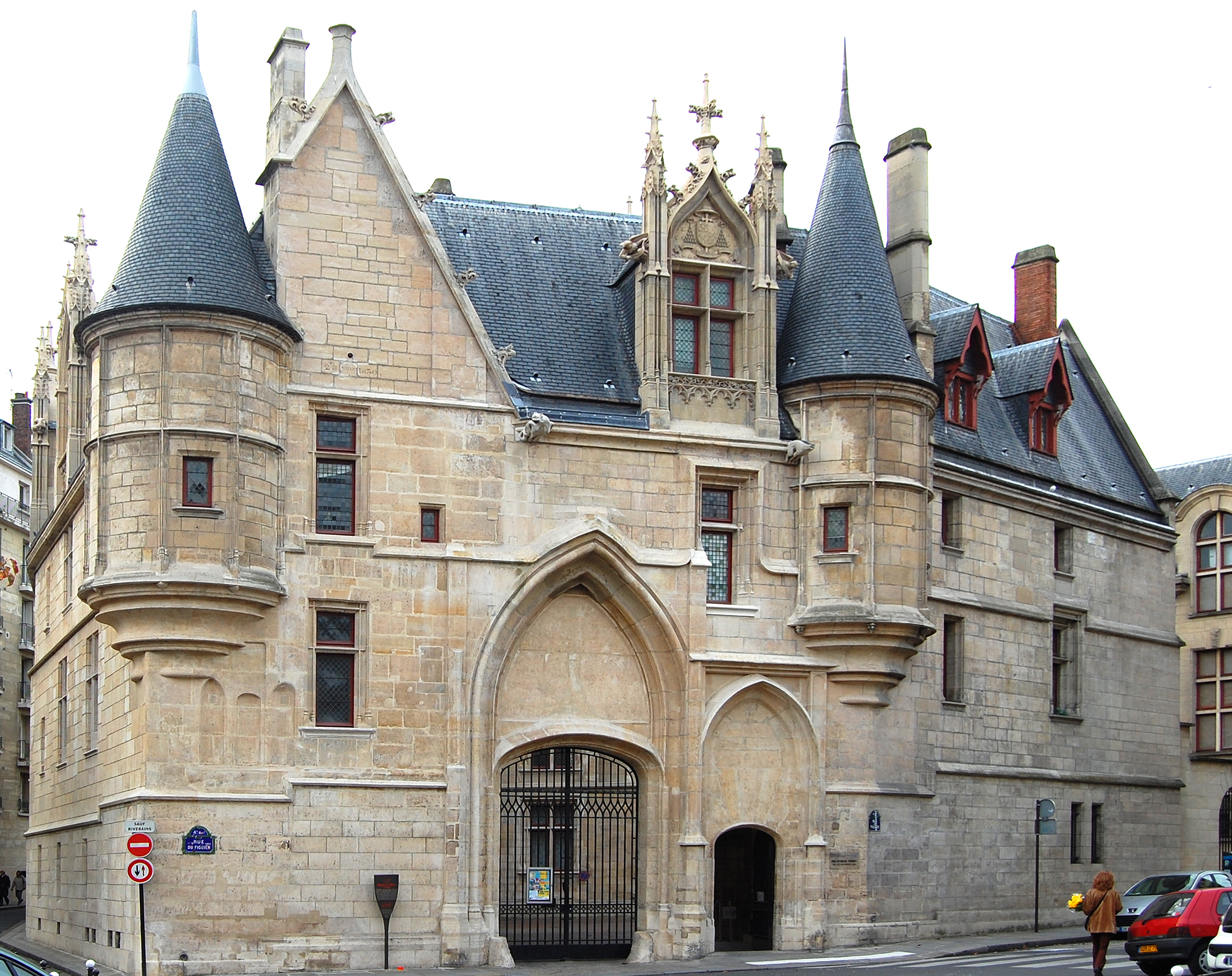
Hôtel de Sens

- Červencový sloup (Colonne de Juillet) na náměstí Bastily
- Pozůstatky středověkých hradeb Filipa II. Augusta v Rue des Jardins-Saint-Paul
- Hôtel d'Aumont – palác z let 1630–1650, od roku 1957 zde sídlí správní soud (Tribunal administratif de la Ville de Paris).
- Hôtel de Beauvais – na místě stál původně cisterciácký klášter již ve 13. století, jehož základy se dochovaly ve sklepení. Palác byl založen roku 1654. Po Velké francouzské revoluci byl palác přeměněn na kanceláře. Ve 20. století sídlem Asociace pro záchranu historické Paříže (Association pour la sauvegarde et la mise en valeur du Paris historique), od roku 2004 zde sídlí správní odvolací soud města Paříže (Tribunal administrative d'Appel de la Ville de Paris).
- Hôtel-Dieu na ostrově Cité – nejstarší nemocnice v Paříži
- Hôtel de Sens – stavěn a přestavován v letech 1475–1519 pro arcibiskupa ze Sens. Od roku 1961 zde sídlí Forneyova knihovna, specializovaná na výtvarné a užité umění.
- Hôtel de Sully – vystavěn v letech 1625–1630. V 19. století byl přestavěn na obchody a dílny. V roce 1944 jej získal stát a palác byl nákladně restaurován. V roce 1952 koupil stát i přilehlou zahradu. V roce 1967 se zde usídlila Národní správa historických památek (Caisse nationale des monuments historiques et des sites, od roku 2000 pod názvem Centrum národních památek – Centre des monuments nationaux), která je pod dohledem ministerstva kultury a pečuje o nejvýznamnější francouzské památky. Součástí paláce je oranžérie z roku 1625, která byla do původní podoby restaurována v roce 1975.
- Hôtel de ville de Paris – budova pařížské radnice
- Památník neznámého židovského mučedníka (Mémorial du Martyr Juif Inconnu) – zřízen roku 1956 v Rue Geoffroy-l'Asnier na paměť umučených Židů během války. V budově sídlí archiv židovského dokumentačního centra. V roce 2005 byl památník přeměněn na Mémorial de la Shoah (Památník holokaustu).

Muzea a kulturní instituce:
- Bibliothèque de l'Arsenal
- Centre Georges Pompidou
- Crypte archéologique

Zajímavá prostranství:
- Place des Vosges

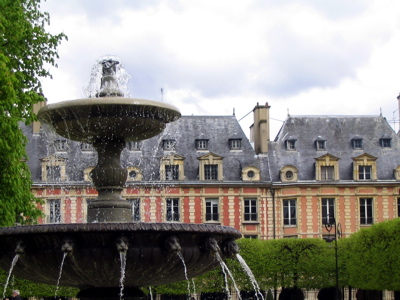
Place des Vosges

- Parvis Notre-Dame – place Jean-Paul-II – náměstí před Notre-Dame, pod kterým jsou zpřístupněné podzemní archeologické vykopávky
- Place de l'Hôtel-de-Ville – náměstí před pařížskou radnicí
- Place de la Bastille
- Village Saint-Paul – malá čtvrť mezi ulicemi Rue des Jardins-Saint-Paul, Rue Charlemagne, Rue Saint-Paul a Rue de l'Ave-Maria, které jsou propojeny malými náměstíčky, dvorky a průchody. Nacházejí se zde obchody se starožitnostmi, uměleckými předměty, galerie apod. Domy byly po druhé světové válce ve velmi špatném stavu. V roce 1971 po vyhlášení záchranného programu byly renovovány.

## 4. obvod v kultuře
Ve filmu Paříži, miluji tě je 4. obvodu věnována třetí povídka Le Marais, kterou režíroval Gus Van Sant.